# 로런 리 스미스
로런 리 스미스(Lauren Lee Smith, 1980년 6월 19일 ~ )는 캐나다의 배우이다.

## 출연 작품

### 영화
- 셰이프 오브 워터: 사랑의 모양 - 일레인 스트릭랜드 역

### 드라마
- 뮤턴트X
- 프랭키 드레이크 미스터리(Frankie Drake Mysteries)